# アルチ人
アルチ人（アルチじん、アルチ語: аршишттиб, arshishttib;  レズギ語: Арчияр , archiyar; アヴァル語: Рочисел;  ロシア語: Арчинцы;  英語: Archi people）とは、ロシア連邦のダゲスタン共和国に居住するアヴァール人の一派である。

## 概要
北東コーカサス語族のレズギ諸語に属するアルチ語を話す。そのため言語系統的にはレズギ人に属しているが、アルチ語に文字は存在せず、隣接するアヴァル・アンディ諸語に属するアヴァル語を書き言葉として使用している。そのため人口統計ではアヴァール人として統計されている。文化的にはラク人とも近いとされる。